# ヘウムノ強制収容所

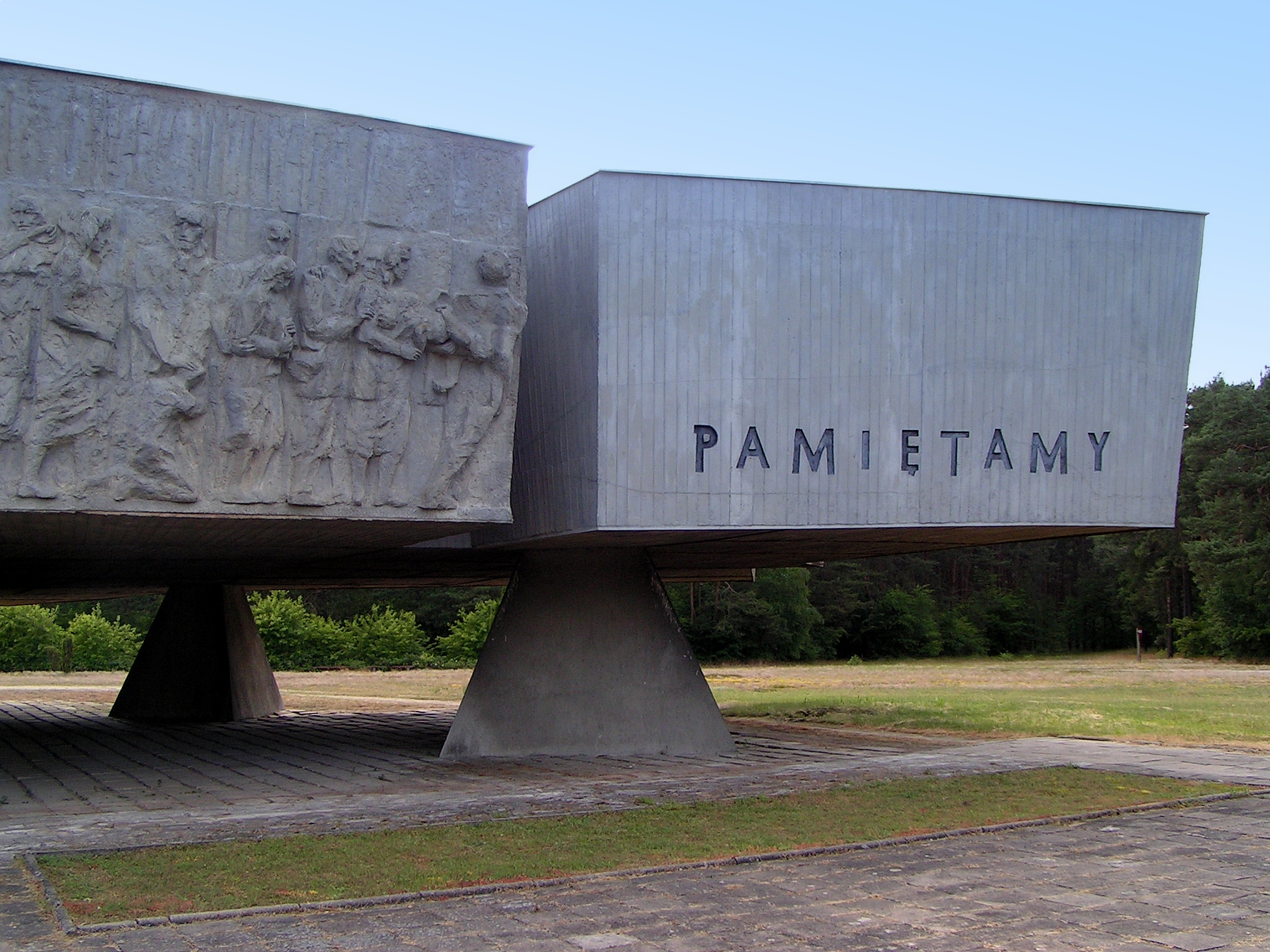
ヘウムノ強制収容所跡地に建てられている追悼碑

ヘウムノ強制収容所（KZ Chełmno）は、ナチス・ドイツがポーランドのヴィエルコポルスカ県ヘウムノ村（pl:Chełmno nad Nerem）に設置した強制収容所（絶滅収容所）。ヘウムノはウッチから70キロほど離れたところに存在していた。ドイツ側からの名称はクルムホーフ強制収容所（KZ Kulmhof）である。ユダヤ人、ジプシー、ソ連兵捕虜など最低でも15万人の人々がここで殺害されたという。

## 収容所の歴史
1941年11月にヘルベルト・ランゲ親衛隊大尉の指揮する「クルムホーフ特別部隊」（Sonderkommando Kulmhof）により当時大きめの農村だったヘウムノにヘウムノ強制収容所を建設する工事が開始された。館とそこから4キロ離れた林にヘウムノ収容所は存在していた。ヘウムノに駐屯した「クルムホーフ特別部隊」のクルムホーフとはこの部隊の初代隊長の名前であり、ドイツ側はこの収容所をクルムホーフ強制収容所と呼ぶようになった。またその後の隊長の名前をとってランゲ強制収容所、もしくはボートマン強制収容所と呼ぶこともあった。クルムホーフ特別部隊は安楽死計画に参加していた部隊であった。

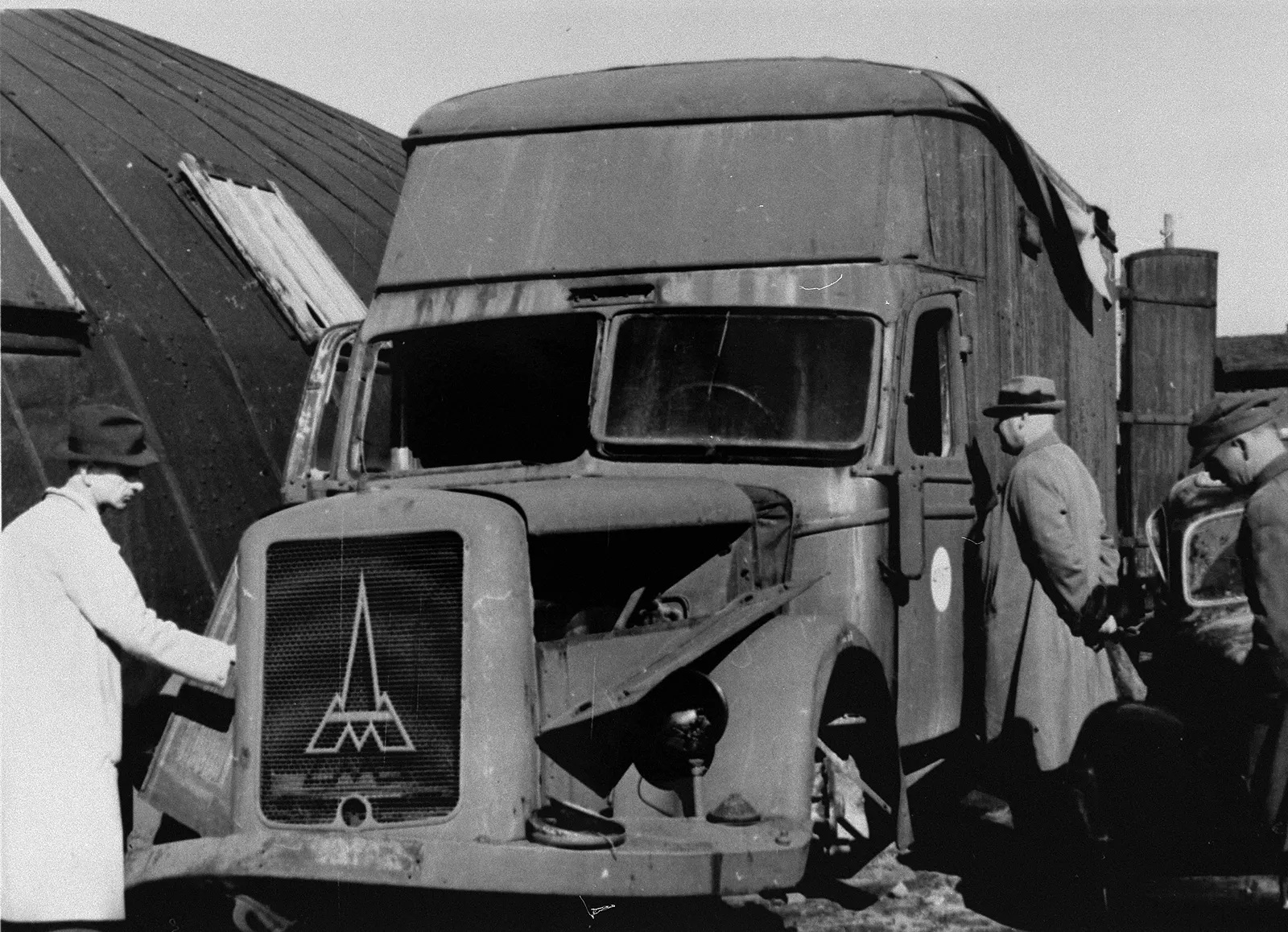
ヘウムノ強制収容所のガス・トラック

ヘウムノ村は国家社会主義ドイツ労働者党のヴァルテ管区に分類される場所にあった。ヴァルテ管区で暮らすユダヤ人45万人を絶滅することを目的として設置されることとなったのがこのヘウムノ強制収容所である。ただしヘウムノにはガス室は設置されず、絶滅作戦には三台のガス・トラックが使用された。このガス・トラックは排気管が荷台に開口しており、荷台に犠牲者を入れて外から鍵をかけ、エンジンをかけて出発すると、目的地に到着するまでに荷台の人間が排気で死亡する仕組みになっている。このガス装置は国家保安本部によって制作された。
1941年12月9日に最初の移送されたユダヤ人700人が到着し、絶滅作戦が本格的に開始された。ユダヤ人たちはナチスによって一度ウッチ・ゲットーに集められ、そこから鉄道かトラックでヘウムノ強制収容所へと移送され、そしてガストラックによって虐殺されている。囚人を長期に収容しておかない絶滅収容所であるヘウムノは極めて小規模であり、収容所の所員も少数である。親衛隊・警察・憲兵全てを合わせても150名を超えることはなかった。
1943年4月、ヴァルテ管区のユダヤ人は労働できる者はウッチ・ゲットーで強制労働に従事させられ、労働できない者はほぼすべてこのヘウムノのガストラックで絶滅させられている状態になった。ヘウムノはその役割を失い、一度解体された。85名のクルムホーフ特別分隊は第7SS義勇山岳師団「プリンツ・オイゲン」に編入された。
ところが1944年春にボートマン達クルムホーフ特別部隊が戻ってきて、ヘウムノでの絶滅作戦が再開された。今度は他のドイツ国防軍占領地域から連れてこられたユダヤ人たちがガス殺された。1944年6月から8月にかけてウッチ・ゲットーが解体されると、そこで働いていた7万人のユダヤ人もガス殺されることとなり、ヘウムノに送りこまれるようになった。しかしヘウムノだけでは対処しきれず、そのうち一部はアウシュヴィッツ＝ビルケナウ強制収容所へ送られて、そこでガス殺されている。
ソ連赤軍が接近すると撤収作業が行われた。このときに囚人たちが反乱を起こしたが、生存者はいなかったという。

## 関係者

### 所長
- ヘルベルト・ランゲ親衛隊少佐
- ハンス・ボートマン親衛隊大尉(de:Hans Bothmann)1942年3月以降

### 看守
- ヴァルター・フィラー(Walter Filer)ボートマンの副官
- ヴァルター・ブルマイスター(Walter Burmeister)ボートマンの運転手兼補佐役
- アロイス・ヘッフェレ(Alois Häfele)衣服の検査など担当

### 囚人
- モルデハイ・ポドフレブニク(Mordechai Podchlebnik)脱走に成功した囚人。戦後ユダヤ人のガス室処理を証言した。